# Napad na policijsku postaju u Glini
Napad na policijsku postaju u Glini bio je napad srpskih pobunjenika uz pomoć JNA. Zbog slabe naoružanosti hrvatskih snaga, još uvijek nepovoljnog međunarodnog položaja Hrvatske, velike nadmoći u tehnici i ljudstvu srpskih pobunjenika i JNA, podrške lokalnog srpskog stanovništva pobunjenicima, hrvatska je policija bila prisiljena napustiti postaju i poći sa stanovništvom u povlačenje, a grad je pao u ruke srpskih snaga.

## Uvodne okolnosti
Dana 5. siječnja 1991. tzv. SUP Krajine obavijestio MUP Republike Hrvatske da su policijske postrojbe Knina, Obrovca, Benkovca, Gračaca, Donjeg Lapca, Titove Korenice, Dvora na Uni, Gline, Kostajnice i Vojnića ušli u sastav tzv. SUP-a Krajine.

## Tijek događaja
Napad je uslijedio 26. lipnja 1991., dan poslije nakon što je hrvatski Sabor donio ustavnu odluku o uspostavljanju suverene i nezavisne Republike Hrvatske. Napad na glinsku policijsku postaju osmislio je i sproveo Dragan Vasiljković, zvani Kapetan Dragan. Za napad je uspostavio bazu za uvježbavanje postrojbi za posebne namjene u Golubiću kod Knina. Napad na glinsku postaju bio je dijelom sprske operacije Žalac (srp. operacija Žaoka) koja je već na početku doživjela neuspjeh, a rezultate je uspjela postići tek kad su jedinice JNA srpskim pobunjenicima pružile neophodnu pomoć da nastave s napadom. 
Napad naoružanih paravojnih skupina na policijsku postaju Hrvatske policije u Glini bio je bio prvi srpski napad u Domovinskom ratu u sisačko-banijskoj regiji. Jednu od skupina organizirao je Dušan Jović. Radi pripomoći srpskim pobunjenicima u neposrednu blizinu mjesta sukoba pristiže i tenkovska postrojba JNA, i to prije dolaska sisačkih pješadijskih postrojba ZNG-a i [policije.
U pripremi za napad jedinice JNA razmjestile su se na kriznim područjima po unaprijed određenim strateškim pozicijama. Izlika za takvo paradno kretanje vojske bilo je da "uspostavljaju tampon zone između pobunjenika koji se nisu slagali sa novom vlašću i ostalog stanovništva". U Glini je JNA zauzela pozicije s 30 oklopnih vozila i nadzirala policijsku postaju u gradu u kojoj su bili hrvatski policajci.
Hrvatski su policajci još dan prije imali informacije o skorom napadu. Napad se očekivao još tijekom proglašenja neovisnosti 25. lipnja 1991.
Napad je uslijedio sutradan. U pet ujutro 26. lipnja 1991., dobro naoružani srpski pobunjenici, koje je nešto prije naoružala JNA, napali su policijsku postaju u Glini. U napadu je sudjelovalo više stotina srpskih pobunjenika. Paravojne postrojbe srpskih pobunjenika prvo su napali vanjske ophodnje MUP-a RH, a zatim i samu postaju. Grad Glina odjekivao je od rafalne paljbe i eksplozije tromblona. Uskoro se Glina našla u okruženju srpskih pobunjenika. MUP RH uspio je braniti postaju četiri sata. Nakon četiri sata, poslali su posrednika opkoljenim hrvatskim policajcima preko kojeg su ponudili im da se predaju, a da će ih zauzvrat pustiti prema obližnjem Jukincu.
U prvom valu napada srpski odmetnici ubili su 20-godišnjeg hrvatskog pričuvnog policajca Tomislava Roma, a ranili ondašnjeg policajca Ivana Šanteka, danas saborskog zastupnika, te desetak njegovih kolega i glinskih civila.
Nakon poziva za predaju, prvo su izašli policajci Srbi koji su bili u postaji s policajcima Hrvatima, a zatim i hrvatski policajci. Odmetnici su zarobljenim hrvatskim policajcima objavili da ih smatraju ratnim zarobljenicima i da će se na njih primjenjivati postojeće konvencije. Pokazalo se da su lagali.
Pri napadu ranili su pet hrvatskih policajaca. 16 su hrvatskih policajaca zarobili i odveli u kninski zatvor gdje su mjesecima bili zlostavljani. Bili su premlaćivani, pogotovo u Golubiću i Kninu. Zarobljeni su hrvatski policajci bili u zarobljeništvu bio sve do razmjene 14. kolovoza 1991. 
Postoji snimka na kojoj se organizator napada Dragan Vasiljković nalazi pred policijskom postajom i govori pored osvojenog policijskog BOV.
JNA koja je tu bila tobože radi razdvajanja sukobljenih strana, radi "uspostavljaja tampon zone između pobunjenika koji se nisu slagali sa novom vlašću i ostalog stanovništva" mirno je promatrala kako srpski pobunjenici napadaju hrvatsku policiju. Kada je u pomoć stigla postrojba hrvatskog MUP-a za posebne namjene ATJ Lučko, pobunjenici su postaju držali tek nekoliko sati pa su se povukli, a ATJ Lučko je vratila postaju pod hrvatski nadzor. Oklopni transporeri su se tada razmjestili oko postaje i držali hrvatsku policiju paraliziranom u okruženju, dok su srpski pobunjenici nesmetano uspostavljale kontrolu nad gotovo cijelim gradom.
Dana 7. srpnja donesena je Brijunska deklaracija kojom je uveden tromjesečni moratorij na Ustavnu odluku o suverenosti i samostalnosti Republike Hrvatske. Donesena je na zahtjev Europske zajednice da bi se jugoslavenska kriza pokušala riješiti mirnim putem.
Dana 16. srpnja, JNA i srpski pobunjenici minobacačkom su paljbom prvi puta napali Gornji Viduševac kod Gline, gdje je smještena policijska ispostava MUP-a.

### Drugi napad
Srpski pobunjenici uspjeli su zauzeti cijelu Glinu osim policijske postaje i Jukinca, dio Gline prema Petrinji, nastanjen uglavnom Hrvatima, jer su te položaje držale policijske snage.
Dana 26. srpnja pripadnici JNA tenkovima napali su Policijsku postaju u Glini i nezaštićeno pučanstvo Jukinca. Toga i idućega dana pripadnici MUP-a i ZNG-a omogućavaju zbjeg hrvatskog pučanstva iz Gline i Jukinca te se zajedno povlače na drugu stranu rijeke Gline prema Gornjem i Donjem Viduševcu. Glina je ostala potpuno pod kontrolom JNA i srpskih pobunjenika, a u Jukincu su pripadnici JNA uništili više od 40 hrvatskih kuća.
Istog 26. srpnja srpski su pobunjenici zarobili i masakrirali hrvatske civile u Kuljanima, napale hrvatske policajce u Zamočama i počinili masakr nad njima, te napali Kozibrod.
Sljedećeg dana, 27. srpnja 1991., pobunjeni Srbi koje je ohrabrila pomoć JNA, ponovo su napali policijsku postaju i naselje Jukinac i u tom su pokušaju okupirali cijeli grad Glinu. Istog dana napali su obližnja hrvatska sela u Pounju, Strugu i Zamlaču. U Strugi su srpski pobunjenici masakrirali petoricu zarobljenih, ranjenih pripadnika MUP-a. Taj dan dolazi do zbjega Hrvata iz Pounja.
Padom postaje u Glini, pripadnici hrvatske policije i hrvatskim vlastima lojalno stanovništvo krenuli su u povlačenje. Pravac kojim su se povlačili bio je prema Gornjem i Donjem Viduševcu. Oba su ta sela uskoro su također došla pod nazdor pobunjenih Srba.

## Vanjske poveznice
- Marin Fran: Obilježena 25.obljetnica oružane agresije na Glinu, Portal53, 2. listopada 2016.